# Lona-Lany

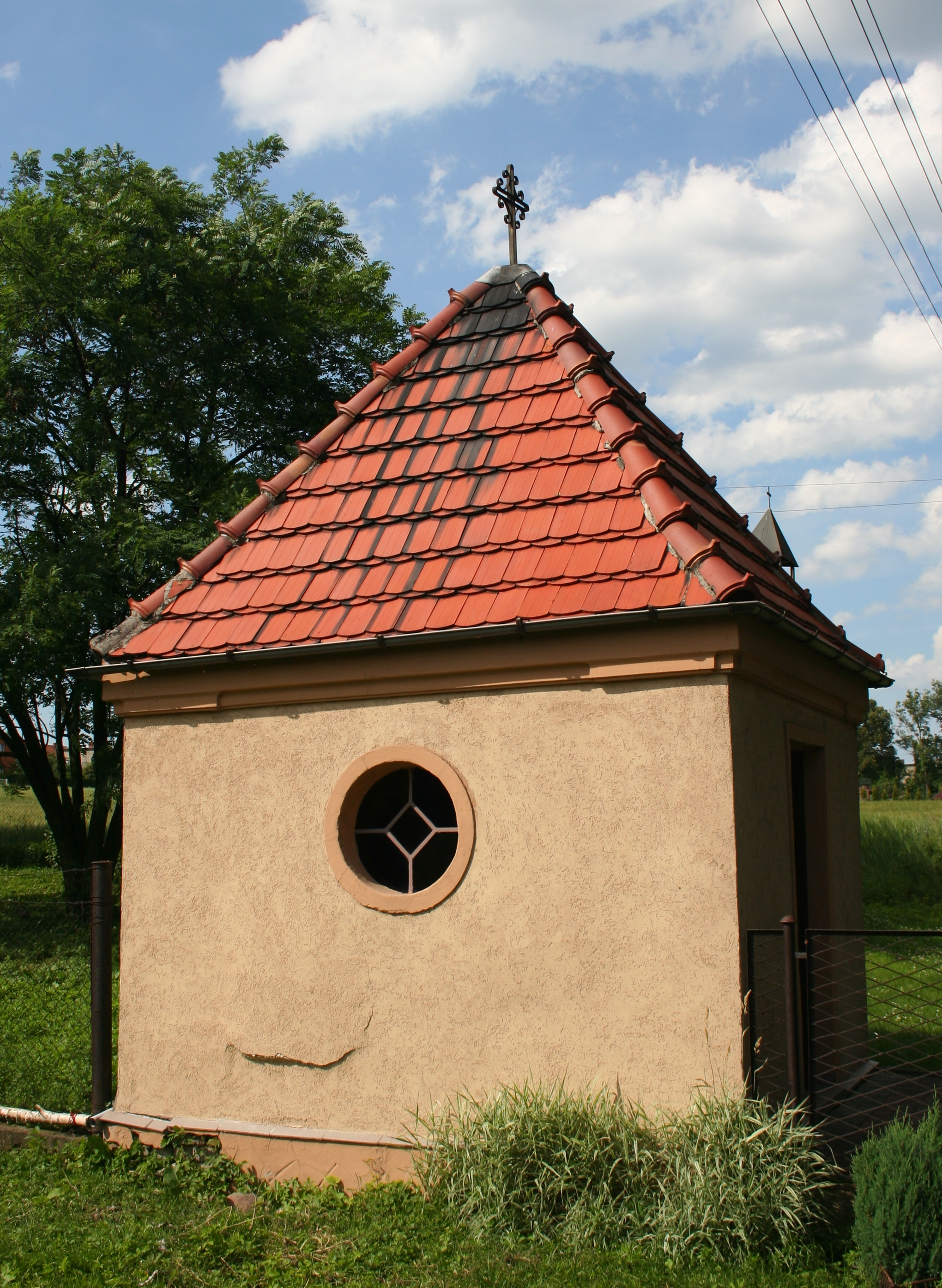
Wegkapelle

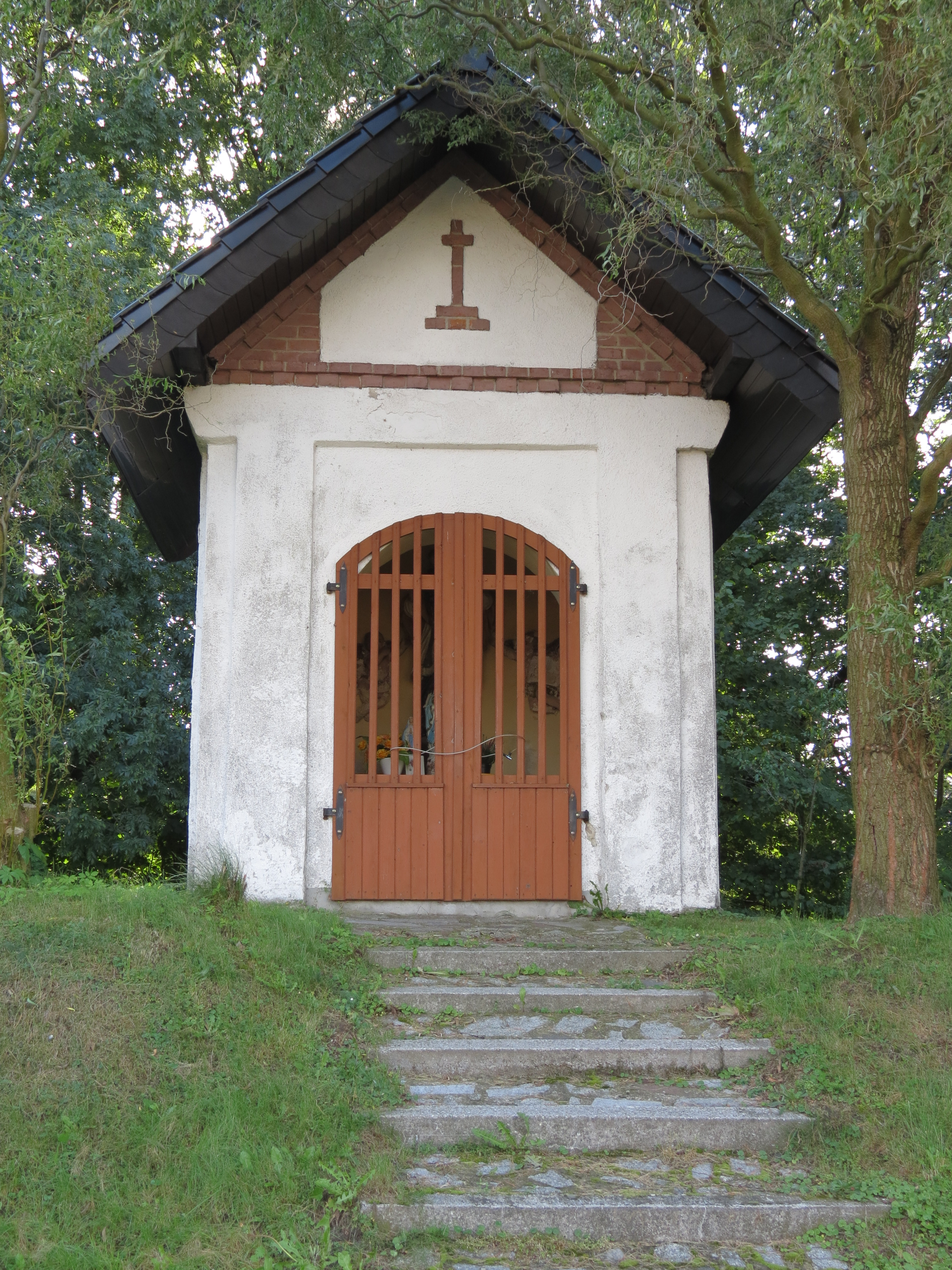
Die Nepomukkapelle

Lona-Lany (1936–1945 Wieshuben), polnisch Łany Wielkie, ist eine Ortschaft in Oberschlesien. Sie liegt in der Gemeinde Kieferstädtel im Powiat Gliwicki (Landkreis Gleiwitz) in der Woiwodschaft Schlesien.

## Geografie
Lona-Lany liegt rund zehn Kilometer westlich von der Kreisstadt Gliwice (Gleiwitz) und 34 Kilometer westlich von der Woiwodschaftshauptstadt Katowice (Kattowitz).

## Geschichte
Die ursprünglich zwei eigenständigen Orte entstanden spätestens im 13. Jahrhundert und wurden Ende des 13. Jahrhunderts erstmals urkundlich erwähnt. 1295–1305 wurden drei Orte im Liber fundationis episcopatus Vratislaviensis (Zehntregister des Bistums Breslau) mit dem Namen „Lana“ urkundlich erwähnt. Sie wurden unterschieden als Lana Virbece, Lana Colende und Lana Stesconis. Diesen Erwähnungen werden die Orte Lona und Lany, die heute vereinigt sind, und Lohnia zugeordnet. Der Name leitet sich von den Wörtern Lahn (Flächenmaß) bzw. Lehen ab.
Die beiden Orte wurden 1783 im Buch Beytrage zur Beschreibung von Schlesien als Lohna und Lany erwähnt und lagen im Landkreis Tost. Lany hatte ein Vorwerk, eine Schule, 13 Bauern und 20 Gärtner. Lohna gehörte einer Frau Gräfin von Chorinsky, hatte ein Vorwerk, sechs Bauern und zwei weitere Häuser. Beide Orte hatten zusammen 249 Einwohner. 1818 wurden die Orte als Lany und Lohnau erwähnt. 1865 bildeten die beiden Dörfer Lona und Lany bereits eine Landgemeinde. Ferner gab es ein Rittergut mit drei Vorwerken, darunter Bergschäferei und Carlowitz. Zu diesem Zeitpunkt hatten die beiden Dörfer 17 Bauernhöfe, 25 Gärtnerstellen und 21 Häuslerstellen. Die Schule hatte 102 Schüler.
Bei der Volksabstimmung in Oberschlesien am 20. März 1921 stimmten 124 Wahlberechtigte für einen Verbleib Oberschlesiens bei Deutschland und 273 für eine Zugehörigkeit zu Polen. Lona-Lany verblieb nach der Teilung Oberschlesiens beim Deutschen Reich. Am 12. Februar 1936 wurde der Ort im Zuge einer Welle von Ortsumbenennungen der NS-Zeit in Wieshuben umbenannt. Bis 1945 befand sich der Ort im Landkreis Tost-Gleiwitz.
1945 kam der bis dahin deutsche Ort unter polnische Verwaltung und wurde anschließend der Woiwodschaft Schlesien angeschlossen und ins polnische Łany Wielkie umbenannt. 1950 kam der Ort zur Woiwodschaft Kattowitz. 1999 kam der Ort zum wiedergegründeten Powiat Gliwicki und zur neuen Woiwodschaft Schlesien. Im Oktober 2014 erhielt der Ort zusätzlich den amtlichen deutschen Ortsnamen Lona-Lany.

## Sehenswürdigkeiten und Bauwerke
- Barocke Nepomukkapelle aus dem Jahr 1780. Wegkapelle mit einer spätbarocken Figur des heiligen Johannes Nepomuk und zwei Engelsfiguren.
- Wegkapelle St. Theresa aus dem Jahr 1915
- Wegkreuz
- Gebäude des Vorwerks
- Das ehemalige Schulgebäude

## Bildung
- Ein Kindergarten